# Волков Віктор Олександрович
Віктор Олександрович Волков (нар. 16 квітня 1940, Харків — 12 травня 1994, Львів) — український радянський діяч, 1-й секретар Львівського міського комітету КПУ. Депутат Львівської обласної та міської рад народних депутатів.

## Біографія
Народився в родині інженера Олександра Волкова, який деякий час був директором «Львівсільмашу», та Анастасії Перемолотової. Під час німецько-радянської війн родина була евакуйована до Чкаловської області РРФСР, звідки у 1945 році переїхала до Львова.
Освіта вища. Закінчив Львівський політехнічний інститут, здобув спеціальність інженера-механіка.
Працював на інженерних посадах у Закарпатській області, а з 1969 року — у Львові. Потім перебував на відповідальній партійній роботі.
До жовтня 1979 року — 2-й секретар Червоноармійського районного комітету КПУ міста Львова.
У жовтні 1979 — червні 1987 року — 1-й секретар Червоноармійського районного комітету КПУ міста Львова.
20 червня 1987 — 17 листопада 1990 — 1-й секретар Львівського міського комітету КПУ.
Потім працював керівником Львівської товарно-фондової біржі.
Помер 12 травня 1994 року в місті Львові. Похований на полі № 43 Личаківського цвинтаря.